# Solms (Niederaula)
Solms ist der kleinste Ortsteil der Marktgemeinde Niederaula im osthessischen Landkreis Hersfeld-Rotenburg in Hessen. Er liegt südlich des Hauptortes in der Region Waldhessen. Die Fulda fließt nördlich am Ort vorbei.

## Geschichte
Erstmals erwähnt wurde der Ort im Jahre 1213 mit dem Ortsnamen Salmannes. Über die Varianten Salmans, Salmis und Salmus kam das Dorf im Jahre 1610 zum heutigen Namen.
Zum 31. Dezember 1971 wurde die bis dahin selbständige Gemeinde Solms im Zuge der Gebietsreform in Hessen auf freiwilliger Basis in die Gemeinde Niederaula eingegliedert. Für den Ortsteil Solms wurde ein Ortsbezirk mit Ortsbeirat und Ortsvorsteher nach der Hessischen Gemeindeordnung eingerichtet.

## Bauwerke
Für die unter Denkmalschutz stehenden Kulturdenkmale des Ortes siehe die Liste der Kulturdenkmäler in Solms.

## Verkehr
Die Bundesautobahn 7 führt direkt am westlichen Ortsrand vorbei. Im Ort treffen sich die Kreisstraßen 24 und 79.
Östlich des Ortes verläuft die Schnellfahrstrecke Hannover–Würzburg, deren Züge dort in den Richthoftunnel einfahren.
Den Busverkehr stellt die Regionalverkehr Kurhessen GmbH mit der Linie 381 sicher.